# Q'anjob'al
Le q'anjob'al, ou k’anjobal, est une langue maya parlée au Guatemala, dans le  Huehuetenango par environ 77 000 Q'anjob'als.

## Écriture
La langue, comme les autres langues mayas du Guatemala est dotée d'une écriture basée sur l'alphabet latin, dérivée, en partie, de l'orthographe espagnole.
Deux orthographes ont été développées, une approuvée par l’Academia de Lenguas Mayas de Guatemala (ALMG) et une autre développée par la SIL.
| a | bʼ | ch | chʼ | e | h | i | j | k | kʼ | l | m | n | o | p | q | qʼ | r | s | t | tʼ | tx | txʼ | tz | tzʼ | u | w | x | xh | y | ʼ |

## Phonologie
Les tableaux présent les phonèmes du q'anjob'al, avec à gauche l'orthographe en usage.

### Voyelles
|         | Antérieure | Centrale | Postérieure |
| ------- | ---------- | -------- | ----------- |
| Fermée  | i [i]      |          | u [u]       |
| Moyenne | e [e]      |          | o [o]       |
| Ouverte |            | a [a]    |             |

### Consonnes
|               |               | Bilabiale | Alvéolaire | Rétrofl.  | Palatale  | Vélaire | Uvulaire | Glottale |
| ------------- | ------------- | --------- | ---------- | --------- | --------- | ------- | -------- | -------- |
| Occlusives    | Sourdes       | p [p]     | t [t]      |           |           | k [k]   | q [q]    | ’ [ʔ]    |
| Occlusives    | Éjectives     |           | tʼ [tʼ]    |           |           | kʼ [kʼ] | qʼ [qʼ]  |          |
| Occlusives    | Implosives    | bʼ [ɓ]    |            |           |           |         |          |          |
| Fricatives    | Fricatives    |           | s [s]      | x [ʂ]     | xh [ʃ]    | j [x]   |          |          |
| Affriquées    | Sourdes       |           | tz [t͡s]    | tx [t͡ʂ]   | ch [t͡ʃ]   |         |          |          |
| Affriquées    | Éjectives     |           | tzʼ [t͡sʼ]  | txʼ [t͡ʂʼ] | chʼ [t͡ʃʼ] |         |          |          |
| Nasales       | Nasales       | m [m]     | n [n]      |           |           |         |          |          |
| Liquides      | Liquides      |           | l [l]      |           |           |         |          |          |
| Roulées       | Roulées       |           | r [r]      |           |           |         |          |          |
| Semi-voyelles | Semi-voyelles | w [w]     |            |           | y [j]     |         |          |          |